# ポンピアーノ
ポンピアーノ（伊: Pompiano）は、イタリア共和国ロンバルディア州ブレシア県にある、人口約3,700人の基礎自治体（コムーネ）。

## 地理

### 位置・広がり

#### 隣接コムーネ
隣接するコムーネは以下の通り。
- バルバリーガ
- コメッツァノ＝チッツァーゴ
- コルツァーノ
- オルツィヌオーヴィ
- オルツィヴェッキ

### 地震分類
イタリアの地震リスク階級 (it) では、3 に分類される
。